# Perlejewo (gemeente)
De gemeente Perlejewo is een landgemeente in het Poolse woiwodschap Podlachië, in powiat Siemiatycki.
De zetel van de gemeente is in Perlejewo.
Op 30 juni 2004 telde de gemeente 3190 inwoners.

## Oppervlakte gegevens
In 2002 bedroeg de totale oppervlakte van gemeente Perlejewo 106,32 km², waarvan:
- agrarisch gebied: 74%
- bossen: 19%

De gemeente beslaat 7,28% van de totale oppervlakte van de powiat.

## Demografie
Stand op 30 juni 2004:
| Omschrijving                   | Totaal | Totaal | Vrouwen | Vrouwen | Mannen | Mannen |
| ------------------------------ | ------ | ------ | ------- | ------- | ------ | ------ |
| eenheid                        | aantal | %      | aantal  | %       | aantal | %      |
| inwoners                       | 3190   | 100    | 1593    | 49,9    | 1597   | 50,1   |
| bevolkingsdichtheid (inw./km²) | 30     | 30     | 15      | 15      | 15     | 15     |

In 2002 bedroeg het gemiddelde inkomen per inwoner 1148,94 zł.

## Plaatsen
Borzymy, Czarkówka Duża, Czarkówka Mała, Głęboczek, Głody, Granne, Kobyla, Koski Duże, Koski-Wypychy, Kruzy, Leszczka Duża, Leszczka Mała, Leśniki, Łazy, Miodusy-Dworaki, Miodusy-Inochy, Miodusy-Pokrzywne, Moczydły-Dubiny, Moczydły-Kukiełki, Moczydły-Pszczółki, Nowe Granne, Olszewo, Osnówka, Osnówka-Wyręby, Pełch, Perlejewo, Pieczyski, Poniaty, Stare Moczydły, Twarogi Lackie, Twarogi Ruskie, Twarogi-Mazury, Twarogi-Trąbnica, Twarogi-Wypychy, Wiktorowo.

## Aangrenzende gemeenten
Ciechanowiec, Drohiczyn, Grodzisk, Jabłonna Lacka